# Yoshinori Kobayashi
 (février 2015).
Si vous disposez d'ouvrages ou d'articles de référence ou si vous connaissez des sites web de qualité traitant du thème abordé ici, merci de compléter l'article en donnant les références utiles à sa vérifiabilité et en les liant à la section « Notes et références ».
小林・善範
Yoshinori Kobayashi (小林・善範, Kobayashi Yoshinori) est un mangaka japonais né le 31 août 1953  à Fukuoka dans la préfecture de Fukuoka, au Japon. Il utilise une graphie différente comme nom de plume (小林・よしのり). Son surnom Yoshirin (よしりん) compose le nom de son équipe, Yoshirin Kikaku (よしりん企画, litt. « Projet Yoshirin »).
Il est principalement connu pour ses thèses négationnistes et révisionnistes,.

## Biographie
Il a étudié la littérature française à l'université de Fukuoka.
Yoshinori Kobayashi est connu pour ses prises de position publiques. Au début des années 1990, il avait critiqué l’État dans l’affaire du sang contaminé dont avaient été  victimes les hémophiles. Il avait aussi dénoncé la secte Aum Shinrikyo qui avait fomenté l’attentat au gaz sarin dans le métro de Tokyo en mars 1995.

## Négationnisme dans les œuvres de Yoshinori Kobayashi

### Le manifeste pour un nouvel orgueillisme
Les mangas de Yoshinori Kobayashi ont servi de support à ses idées révisionnistes. En 1995, le Manifeste pour un nouvel orgueillisme (shin gomanizumu) de Yoshinori Kobayashi  a été publié dans le bimensuel Sapio. Pour Kobayashi, l’« orgueillisme » signifie déployer du caractère et en terminer avec le sempiternel « apitoiement » qui frappe le Japon depuis la défaite de 1945. Cet orgueillisme, néologisme récurrent dans ses publications, est extrêmement populaire au Japon. Au milieu des années 1990, il devient membre du courant révisionniste formé autour de l’École pour une vision libérale de l’histoire dirigée par le professeur de pédagogie à l’université de Tokyo Nobukatsu Fujioka. Il est aussi membre de l’Association pour le renouveau des manuels d’histoire, formée en 1997 autour de Kanji Nishio, germaniste célèbre pour sa xénophobie anti-occidentale.
Il n'est pas le premier à avoir utilisé le manga pour propager des idées politiques. Depuis le début du XXe siècle, des mangas « engagés » ont présenté l'histoire nationale du Japon sous forme de lutte de classes. Ainsi, pendant les années 1920 et pendant la période qui suit la Seconde Guerre mondiale, le manga a été utilisé pour défendre la cause prolétarienne (travailleurs et opprimés). Les années 1960 ont vu émerger un manga contestataire (luttes sociales contre le traité de sécurité nippo-américain, révoltes étudiantes).

### De la guerre
De la guerre regroupe des sujets souvent abordés dans ses parutions antérieures. L’auteur y critique l'individualisme japonais qui est à l'origine de la perte de leur sens civique.  Il s'en prend aussi à  la « guerre de l’information » menée par la gauche et les médias, qui propageraient leurs idées pour empêcher de dévoiler  la vérité sur le passé. Il a ainsi affirmé : « Les citoyens dociles sont manipulés par les marxistes ». Une des thématiques favorites de Kobayashi est l'aspect « juste » d’une guerre qui fut d’abord « une guerre contre les racistes blancs » vus comme des colonisateurs de l’Asie et auxquels l’armée  japonaise a su donner une leçon qui devrait au contraire être encensée. Il n'est pas le seul à avoir tenu ce genre de propos puisque les intellectuels de droite de l'après-guerre  avaient déjà diffusé aussi cette thèse de  l’expansionnisme comme guerre de libération  des peuples d’Asie. Depuis une dizaine d’années au Japon, ces thèses révisionnistes se propagent qui rejettent la version de l’histoire nationale qui affirment les responsabilités du Japon dans la « guerre de la Grande Asie » (1930-1945). Cet expansionnisme avait commencé avec l’annexion de Taïwan en 1895, de la Corée en 1910 puis la création de l’État de Mandchoukouo en 1931.
Dans ce manga, il aborde aussi le sujet des Forces Spéciales d’attaque spécialisées dans les missions suicide, les tokkotai, dont 6 000 seraient décédés en tant que pilotes kamikazes ou lors d'autres attaques (planeurs équipés de roquettes, bateaux à moteur bourrés d’explosifs, etc). Kobayashi remet en cause les affirmations selon lesquelles les tokkotai étaient enchaînés à leurs sièges, saoulés ou drogués avant leur mission pour engourdir leurs sens. Il est loin d'épouser aussi la vision « gauchiste » qui affirme que les tokkotai n’étaient que des victimes mortes en vain. Il fait appel à  des lettres de pilotes kamikazes pour étayer sa thèse selon laquelle ces pilotes étaient décédés volontairement pour leur pays, patrie, familles, et empereur.
Kobayashi s'est aussi distingué par son reniement du massacre de Nankin. Lorsque l'armée japonaise a envahi la Chine du Nord en 1937, elle a tué entre 150 000 et 300 000 civils à Nankin selon les sources dans des conditions extrêmes de violence (viols de femmes, hommes suppliciés, enfants enterrés vivants). Elle a aussi pillé et brûlé la ville de Nankin. Le massacre de Nankin est le seul crime de guerre traité séparément des autres par le Tribunal de Tokyo. Le général Iwane Matsui a été condamné à mort pour ne pas avoir empêché le massacre commis par ses troupes sous ses ordres. Or, sur cet événement historique, Kobayashi a affirmé : « S’il y a bien eu un crime falsifié au cours du procès du Tribunal international de Tokyo, c’est l’incident de Nankin […]. Ils [les vainqueurs] avaient besoin d’un crime qui puisse équilibrer les 300 000 morts japonais d’Hiroshima et de Nagasaki. ».
Yoshinori Kobayashi est aussi négationniste sur les « femmes de réconfort », soit 200 000 Asiatiques obligées de se prostituer pour l'armée japonaise. Il réfute la responsabilité du Japon dans un album précédent du Manifeste du nouvel orgueillisme (vol. III), critiquant les recherches de l’historien Yoshiaki Yoshimi, qui à partir des archives de l’armée prouvait la responsabilité du commandement de l'armée japonaise dans cette « traite » des « filles à soldats ». Yoshinori Kobayashi considère que Yoshimi extrapole à partir des instructions de l’armée pour éviter et punir le viol par les militaires. En s'appuyant sur une source chinoise, Yoshinori Kobayashi  assure que ces femmes étaient déjà des prostituées et que, pour elles, « devenir femmes de réconfort équivalait à une promotion car elles préféraient les bordels militaires à ceux des civils ». Pourtant, le gouvernement japonais a reconnu les faits en 1992 depuis la découverte de documents des archives militaires affirmant la responsabilité de l’armée dans l’organisation de cette « traite » de 200 000 Asiatiques, la plupart coréennes. Les victimes de cette traite ont demandé des dédommagements à l’État japonais, en vain, ce dernier estimant que la question des indemnités de guerre a déjà été réglée. Une fondation a néanmoins été créée pour les soutenir.

### De Taïwan
Dans son œuvre De Taïwan (Taiwan ron), il vante les mérites de la  colonisation de Taïwan par le Japon (1895-1945). Il a été déclaré persona non grata à Taïwan pour quelques semaines  une fois que son livre a été  traduit en chinois. Les autorités de Taïpei se sont sentis offensés par cet éloge de cet événement historique.

## Explications du succès des thèses révisionnistes au Japon
Le journaliste Philippe Pons du Monde diplomatique explique la popularité du révisionnisme dans la société japonaise en avançant plusieurs raisons. La première  repose sur une droite nationaliste décomplexée depuis la fin de la guerre froide. Ce courant peut compter sur le soutien de politiciens, d'intellectuels,  de sectes religieuses, de média (comme le journal Sankei) et de certains milieux d’affaires. Philippe Pons ajoute aussi que « le révisionnisme profite d’un climat d’inquiétude diffus provoqué par une crise économique dont le coût social commence à peine à se faire sentir. Une partie de l’opinion, fragilisée, est réceptive à son message : une réhabilitation du passé permettant de se replier sur les valeurs traditionnelles d’un « beau Japon » et de résister du même coup à la mondialisation en affirmant une spécificité culturelle, qui fut toujours le discours refuge du Japon depuis son ouverture sur l’étranger au XIXe siècle. »
Philippe Pons précise aussi qu'« en arrière-plan d’une réhabilitation du passé destinée à restaurer dans la jeune génération un « sens de la Nation », qu’elle aurait perdu, par une exaltation de la supériorité de la civilisation japonaise, se profilent des enjeux qui dépassent les polémiques sur l’histoire : en particulier la révision de la Constitution, et notamment de son article 9, qui interdit au Japon le recours à la guerre et entrave sa participation à un système de défense régionale collective ».

## Extrait de dialogues de mangas de Yoshinori Kobayashi
- « Il faut applaudir l’armée japonaise qui a donné une leçon à ces blancs racistes européens et américains qui ont colonisé l’Asie de l’Est et qui considéraient les races colorées comme des singes. »
- « L’un des crimes du Japon inventés au cours du procès fut le massacre de Nankin. On voulait ainsi attribuer aux Japonais un crime aussi grave que les bombardements atomiques sur Hiroshima et Nagasaki qui firent 300 000 morts. »
- « Le procès de Tokyo. Au lendemain de la défaite, au mépris du droit international, les puissances victorieuses — États-Unis, Grande-Bretagne, Chine et URSS — jugèrent le Japon vaincu au cours d’un procès qui tint d’un lynchage collectif. »
- « Dans le Japon de l’après-guerre, la plupart des médias, ainsi que les établissements scolaires, sont devenus des armées de propagande anti-japonaise »

## Œuvres
Principales œuvres :
- Tōdai Itchokusen (ja) (東大一直線?)
- Obocchama-kun (おぼっちゃまくん?)
- Gōmanism Sengen (ゴーマニズム宣言?)
- Honjitsu no Zatsudan (本日の雑談?)

## Récompenses
- 1989 : prix Shōgakukan pour Obocchama-kun (catégorie enfant)